# 10.ª etapa de la Vuelta a España 2021
La 10.ª etapa de la Vuelta a España 2021 tuvo lugar el 24 de agosto de 2021 entre Roquetas de Mar y Rincón de la Victoria sobre un recorrido de 189 km y fue ganada por el australiano Michael Storer del equipo DSM. El noruego Odd Christian Eiking del equipo Intermarché-Wanty-Gobert Matériaux se convirtió en el nuevo líder de la prueba.

## Clasificación de la etapa
| Roquetas de Mar - Rincón de la Victoria | etapa escarpada | (189 km) |

| \| Clasificación de la etapa \| Clasificación de la etapa \| Clasificación de la etapa \| Clasificación de la etapa \| Clasificación de la etapa \| \| Ciclista \| Ciclista \| Equipo \| Tiempo \| \| \| ------------------------- \| ------------------------- \| ---------------------------------- \| ------------------------- \| ------------------------- \| \| 1.º \| Michael Storer \| Team DSM \| 4 h 09 min 21 s \| \| \| 2.º \| Mauri Vansevenant \| Deceuninck-Quick Step \| + 22 s \| \| \| 3.º \| Clément Champoussin \| AG2R Citroën Team \| + 22 s \| \| \| 4.º \| Dylan van Baarle \| Ineos Grenadiers \| + 22 s \| \| \| 5.º \| Odd Christian Eiking \| Intermarché-Wanty-Gobert Matériaux \| + 22 s \| \| \| 6.º \| Jhonatan Narváez \| Ineos Grenadiers \| + 51 s \| \| \| 7.º \| Nick Schultz \| BikeExchange \| + 51 s \| \| \| 8.º \| Geoffrey Bouchard \| AG2R Citroën Team \| + 51 s \| \| \| 9.º \| Lilian Calmejane \| AG2R Citroën Team \| + 51 s \| \| \| 10.º \| Kenny Elissonde \| Trek-Segafredo \| + 51 s \| \| |                      |                                    |                 |
| |                      |                                    |                 |
| Fuente: ProCyclingStats |                      |                                    |                 |
| Clasificación de la etapa |                      |                                    |                 |
| Ciclista | Ciclista             | Equipo                             | Tiempo          |
| 1.º | Michael Storer       | Team DSM                           | 4 h 09 min 21 s |
| 2.º | Mauri Vansevenant    | Deceuninck-Quick Step              | + 22 s          |
| 3.º | Clément Champoussin  | AG2R Citroën Team                  | + 22 s          |
| 4.º | Dylan van Baarle     | Ineos Grenadiers                   | + 22 s          |
| 5.º | Odd Christian Eiking | Intermarché-Wanty-Gobert Matériaux | + 22 s          |
| 6.º | Jhonatan Narváez     | Ineos Grenadiers                   | + 51 s          |
| 7.º | Nick Schultz         | BikeExchange                       | + 51 s          |
| 8.º | Geoffrey Bouchard    | AG2R Citroën Team                  | + 51 s          |
| 9.º | Lilian Calmejane     | AG2R Citroën Team                  | + 51 s          |
| 10.º | Kenny Elissonde      | Trek-Segafredo                     | + 51 s          |

## Clasificaciones al final de la etapa

### Clasificación general
| \| Clasificación general \| Clasificación general \| Clasificación general \| Clasificación general \| Clasificación general \| \| Ciclista \| Ciclista \| Equipo \| Tiempo \| \| \| --------------------- \| --------------------- \| ---------------------------------- \| --------------------- \| --------------------- \| \| 1.º \| Odd Christian Eiking \| Intermarché-Wanty-Gobert Matériaux \| 38 h 37 min 46 s \| \| \| 2.º \| Guillaume Martin \| Cofidis \| + 58 s \| \| \| 3.º \| Primož Roglič \| Jumbo-Visma \| + 2 min 17 s \| \| \| 4.º \| Enric Mas \| Movistar Team \| + 2 min 45 s \| \| \| 5.º \| Miguel Ángel López \| Movistar Team \| + 3 min 38 s \| \| \| 6.º \| Jack Haig \| Bahrain Victorious \| + 3 min 59 s \| \| \| 7.º \| Egan Bernal \| Ineos Grenadiers \| + 4 min 46 s \| \| \| 8.º \| Sepp Kuss \| Jumbo-Visma \| + 4 min 57 s \| \| \| 9.º \| Adam Yates \| Ineos Grenadiers \| + 5 min 01 s \| \| \| 10.º \| Felix Großschartner \| Bora-Hansgrohe \| + 5 min 42 s \| \| |                      |                                    |                  |
| |                      |                                    |                  |
| Fuente: ProCyclingStats |                      |                                    |                  |
| Clasificación general |                      |                                    |                  |
| Ciclista | Ciclista             | Equipo                             | Tiempo           |
| 1.º | Odd Christian Eiking | Intermarché-Wanty-Gobert Matériaux | 38 h 37 min 46 s |
| 2.º | Guillaume Martin     | Cofidis                            | + 58 s           |
| 3.º | Primož Roglič        | Jumbo-Visma                        | + 2 min 17 s     |
| 4.º | Enric Mas            | Movistar Team                      | + 2 min 45 s     |
| 5.º | Miguel Ángel López   | Movistar Team                      | + 3 min 38 s     |
| 6.º | Jack Haig            | Bahrain Victorious                 | + 3 min 59 s     |
| 7.º | Egan Bernal          | Ineos Grenadiers                   | + 4 min 46 s     |
| 8.º | Sepp Kuss            | Jumbo-Visma                        | + 4 min 57 s     |
| 9.º | Adam Yates           | Ineos Grenadiers                   | + 5 min 01 s     |
| 10.º | Felix Großschartner  | Bora-Hansgrohe                     | + 5 min 42 s     |

### Clasificación por puntos
| Clasificación por puntos | Clasificación por puntos | Clasificación por puntos | Clasificación por puntos | Clasificación por puntos |
| Ciclista                 | Ciclista                 | Equipo                   | Puntos                   |                          |
| ------------------------ | ------------------------ | ------------------------ | ------------------------ | ------------------------ |
| 1.º                      | Fabio Jakobsen           | Deceuninck-Quick Step    | 180 pts                  |                          |
| 2.º                      | Jasper Philipsen         | Alpecin-Fenix            | 164 pts                  |                          |
| 3.º                      | Arnaud Démare            | Groupama-FDJ             | 74 pts                   |                          |
| 4.º                      | Alberto Dainese          | Team DSM                 | 73 pts                   |                          |
| 5.º                      | Primož Roglič            | Jumbo-Visma              | 71 pts                   |                          |
| 6.º                      | Michael Matthews         | BikeExchange             | 70 pts                   |                          |
| 7.º                      | Magnus Cort              | EF Education-Nippo       | 67 pts                   |                          |
| 8.º                      | Lilian Calmejane         | AG2R Citroën Team        | 59 pts                   |                          |
| 9.º                      | Matteo Trentin           | UAE Team Emirates        | 54 pts                   |                          |
| 10.º                     | Alex Aranburu            | Astana-Premier Tech      | 52 pts                   |                          |

### Clasificación de la montaña
| Clasificación de la montaña | Clasificación de la montaña | Clasificación de la montaña        | Clasificación de la montaña | Clasificación de la montaña |
| Ciclista                    | Ciclista                    | Equipo                             | Puntos                      |                             |
| --------------------------- | --------------------------- | ---------------------------------- | --------------------------- | --------------------------- |
| 1.º                         | Damiano Caruso              | Bahrain Victorious                 | 28 pts                      |                             |
| 2.º                         | Romain Bardet               | Team DSM                           | 22 pts                      |                             |
| 3.º                         | Michael Storer              | Team DSM                           | 17 pts                      |                             |
| 4.º                         | Pavel Sivakov               | Ineos Grenadiers                   | 16 pts                      |                             |
| 5.º                         | Jack Haig                   | Bahrain Victorious                 | 15 pts                      |                             |
| 6.º                         | Primož Roglič               | Jumbo-Visma                        | 12 pts                      |                             |
| 7.º                         | Kenny Elissonde             | Trek-Segafredo                     | 11 pts                      |                             |
| 8.º                         | Rein Taaramäe               | Intermarché-Wanty-Gobert Matériaux | 10 pts                      |                             |
| 9.º                         | Sepp Kuss                   | Jumbo-Visma                        | 9 pts                       |                             |
| 10.º                        | Enric Mas                   | Movistar Team                      | 7 pts                       |                             |

### Clasificación de los jóvenes
| Clasificación del mejor joven | Clasificación del mejor joven | Clasificación del mejor joven | Clasificación del mejor joven | Clasificación del mejor joven |
| Ciclista                      | Ciclista                      | Equipo                        | Tiempo                        |                               |
| ----------------------------- | ----------------------------- | ----------------------------- | ----------------------------- | ----------------------------- |
| 1.º                           | Egan Bernal                   | Ineos Grenadiers              | 38 h 42 min 32 s              |                               |
| 2.º                           | Aleksandr Vlásov              | Astana-Premier Tech           | + 1 min 26 s                  |                               |
| 3.º                           | Gino Mäder                    | Bahrain Victorious            | + 2 min 08 s                  |                               |
| 4.º                           | Juan Pedro López              | Trek-Segafredo                | + 4 min 37 s                  |                               |
| 5.º                           | Rémy Rochas                   | Cofidis                       | + 16 min 54 s                 |                               |
| 6.º                           | Clément Champoussin           | AG2R Citroën Team             | + 19 min 10 s                 |                               |
| 7.º                           | Michael Storer                | Team DSM                      | + 29 min 31 s                 |                               |
| 8.º                           | Steff Cras                    | Lotto-Soudal                  | + 31 min 54 s                 |                               |
| 9.º                           | Mark Padun                    | Bahrain Victorious            | + 37 min 09 s                 |                               |
| 10.º                          | Pavel Sivakov                 | Ineos Grenadiers              | + 38 min 29 s                 |                               |

### Clasificación por equipos
| Clasificación por equipos | Clasificación por equipos          | Clasificación por equipos | Clasificación por equipos |
| Equipo                    | Equipo                             | Tiempo                    |                           |
| ------------------------- | ---------------------------------- | ------------------------- | ------------------------- |
| 1.º                       | Ineos Grenadiers                   | 115 h 49 min 03 s         |                           |
| 2.º                       | UAE Team Emirates                  | + 11 min 31 s             |                           |
| 3.º                       | Movistar Team                      | + 15 min 47 s             |                           |
| 4.º                       | Bahrain Victorious                 | + 16 min 00 s             |                           |
| 5.º                       | Jumbo-Visma                        | + 21 min 59 s             |                           |
| 6.º                       | Trek-Segafredo                     | + 28 min 50 s             |                           |
| 7.º                       | Intermarché-Wanty-Gobert Matériaux | + 40 min 22 s             |                           |
| 8.º                       | AG2R Citroën Team                  | + 43 min 15 s             |                           |
| 9.º                       | Astana-Premier Tech                | + 47 min 49 s             |                           |
| 10.º                      | Team DSM                           | + 50 min 02 s             |                           |

## Abandonos
Ninguno.